# Telefonnummer (Schweiz)
Dieser Artikel behandelt die Telefonnummern und die zugehörigen Telefonvorwahlen in der Schweiz.
Gewöhnliche Telefonanschlüsse haben eine neunstellige Nummer nach dem Schema 012 345 67 89. Die vorangehende 0 wird hier nicht mitgezählt und ist keine Verkehrsausscheidungsziffer, ist aber bei Anrufen mit der Internationalen Vorwahl (+41) wegzulassen (+41 12 345 67 89).
Die Ausscheidungsziffern für internationale Gespräche ist 00. Besteht in einem Gerät die Möglichkeit, + zu schreiben, wird dieses geräteintern in 00 umgewandelt.
Bis 2007 kannte man in der Schweiz Telefonvorwahlen, seither ist die bisherige Vorwahl Bestandteil der Telefonnummer.

## Geschichte

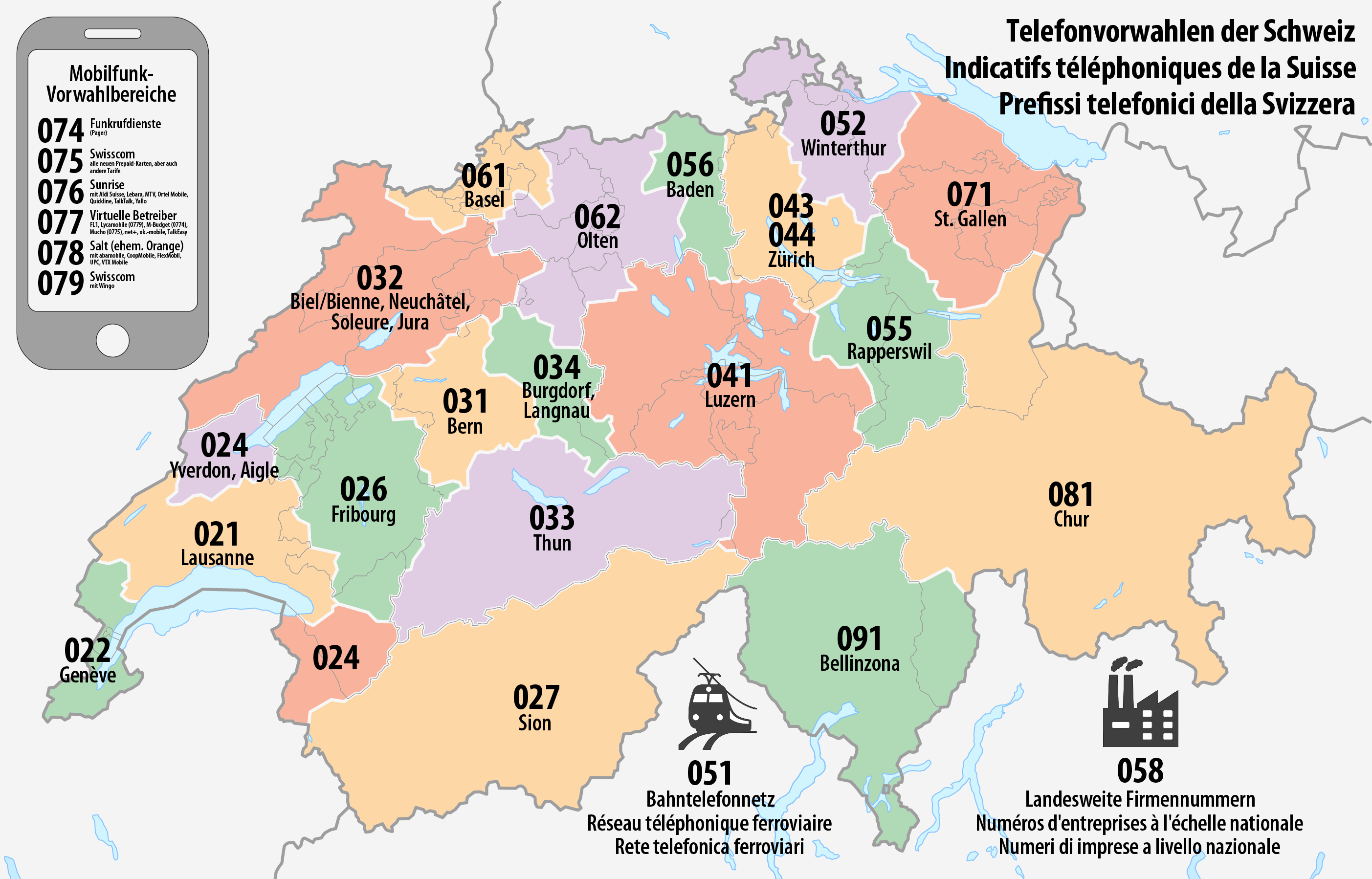
Traditionelle Telefonvorwahlen der Schweiz (Stand 2007)

### Bis 2002
Zu Beginn des Telefonzeitalters, mit der Einrichtung der ersten Telefonzentrale in Zürich im Jahre 1880 und 1881 in Basel und Bern, wurden die Verbindungen über handbediente Steckverbindungen in den Telefonzentralen hergestellt. Man hatte also zu dieser Zeit noch keine Telefonnummer, sondern einen Draht direkt zur Telefonzentrale, wo mit Steckverbindungen der Anschluss zu einem zweiten Apparat geschaltet wurde, der aber erst freigegeben wurde, wenn die Verbindung stand. Zum Anwählen der Telefonzentrale induzierte man mit einer Kurbel am Telefonapparat eine Spannung, die in der Zentrale einen Summer sowie eine optische Anzeige auslöste. Zum Einsatz kamen Klappenschränke.
Auch die erste interurbane Verbindung von 1883 zwischen Zürich und Winterthur wurde vollumfänglich über die beiden Telefonzentralen durch das Bedienpersonal hergestellt.
Erst mit der ersten halbautomatischen Telefonzentrale von 1917 in Zürich wurden Telefonnummern vergeben. Der Anruf musste immer noch von einer Person entgegengenommen und weitervermittelt werden. Dies entfiel erst 1922, als in der Schweiz die erste vollautomatische Telefonzentrale eingerichtet wurde.
Diese Zentrale konnte aber nur die in ihrem Einzugsbereich angesiedelten Anschlüsse automatisch verbinden. Für Fernverbindungen war immer noch die Telefonzentrale (umgangssprachlich «das Amt») anzurufen und ein Gespräch zu verlangen mit der Angabe des Ortes und der Nummer. Beispielsweise: «Ich hätte gern Herrn Meier in Bern mit der Nummer 3454.» Daraufhin wurde die Verbindung zwischen den beiden Zentralen und entsprechend zwischen beiden Anschlüssen hergestellt. Da diese Arbeitsweise personalintensiv und teuer war, vergab man den Zentralen eigene Nummern, die verwendet wurden, wenn ein Gespräch aus dem Gebiet der eigenen Zentrale hinausging. Die Vorwahlnummer war geboren. Damit der Wählvorgang kurz blieb, richtete man es so ein, dass die 0 als erste gewählte Ziffer der eigenen Zentrale anzeigte, dass eine andere Zentrale gewünscht wurde.
Die vollautomatische Einwahl von allen Telefonapparaten und Zentralen war erst 1959 möglich, als schweizweit die automatischen Telefonzentralen eingeführt waren.
Bei Anrufen aus dem Ausland (Internationale Telefonvorwahl +41 für Schweiz) war die 0 der Telefonnummer, in welche die Vorwahl integriert wurde, wegzulassen (z. B. 021 824 71 11 wird +41 21 824 71 11).

### Einbindung der Vorwahl in die Telefonnummer 2002
Für eine Telefonverbindung zweier Anschlüsse innerhalb des gleichen Vorwahlbereiches konnte bis 2002 die Vorwahl weggelassen werden.
Seit dem 29. März 2002 muss die Vorwahl mitgewählt werden. Dies wurde notwendig, da seit diesem Tag die Ortszuweisung der Vorwahl aufgehoben ist. Das heisst, man kann nun seine Telefonnummer (inkl. Vorwahl) behalten, wenn man seinen Wohnsitz in eine andere Region verlegt. Diese Mitnahme muss jedoch beantragt werden.
Das Ziel war, dass schweizweit alle Telefonanschlüsse eine neunstellige Nummer haben (die 0 wird nicht gezählt, da sie nicht zur eigentlichen Nummer gehört, sondern nur für das Einwahlverfahren notwendig ist). Dies ist seit dem 1. April 2007 erreicht, als in Zürich als letzter Region die Vorwahl 01 aufgehoben wurde (neu 044 für ältere Nummern, resp. für alle früheren 01-Vorwahlen, 043 für neu vergebene Nummern, insbesondere in der Zeit der Umstellung von 01 zu 044).
Die Schreibweise wurde aber beibehalten – Beispiel: 044 444 44 44 (3 Ziffern der alten Vorwahl, 7 der alten Telefonnummer).

### Region Zürich: 01
Die ursprüngliche Vorwahl für Zürich war 051. Um 7-stellige Telefonnummern zu ermöglichen, ohne die Gesamtanzahl Stellen zu erhöhen wurde die Vorwahl 01 eingeführt.
051 wurde ab 1. März 2004 durch die (früher dem Urnerland zugeteilte und nach Umteilung in 041 freigewordene) Vorwahl 044 für bisherige private Telefonnummern ersetzt. Die Umschaltung geschah in 3 Schritten:
- Ab 1. März 2004 konnten sämtliche Nummern mit der Vorwahl 01 auch mit der Vorwahl 044 gewählt werden.
- Bis März 2005 erschienen Anrufe aus dem Raum Zürich auf dem Telefondisplay noch mit der Vorwahl 01. Ab März 2005 wurde die Vorwahl 044 auf dem Telefondisplay angezeigt.
- Im März 2007 verschwand die Vorwahl 01 endgültig.

Damit wurden, wie in der übrigen Schweiz auch, die Telefon- und Faxanschlüsse der bisherigen Netzgruppe 01 zehnstellig. Alle neuen privaten Telefonanschlüsse erhalten die Vorwahl 043. Die Vorwahl 01 wurde aufgehoben, um Kurzwahlnummern auch aus dem Ausland wählen zu können, ohne einen grossen Nummernbereich zu blockieren. Beispiel: 162 (Wetter) lautet aus dem Ausland +41 162, was einer Nummer aus der früheren Vorwahl 01 der Region Zürich (Zentralengruppe 62x) entsprechen würde. In der Folge würden sämtliche Nummern nach dem Muster «01 62x xx xx» zu «+41 1 62x xx xx» – und damit mit der Wetterauskunft zusammenfallen. Für Anrufe aus dem Ausland beginnt die Wahl nun wie folgt: +41 44 xxx xx xx.

## «Drama Numbers»
Im Gegensatz zu den USA (555 (Telefonnummer)) oder zu Deutschland gibt es in der Schweiz keine gesonderten Bereiche für fiktive Telefonnummern, die sogenannten Drama Numbers. Das BAKOM erklärte hierzu 2021, dass stattdessen nicht wählbare bzw. nicht gültige Nummern verwendet werden sollen, also solche, die um eine oder mehrere Ziffern zu kurz sind und keiner verwendeten Vorwahl entsprechen.

## Schreibweisen

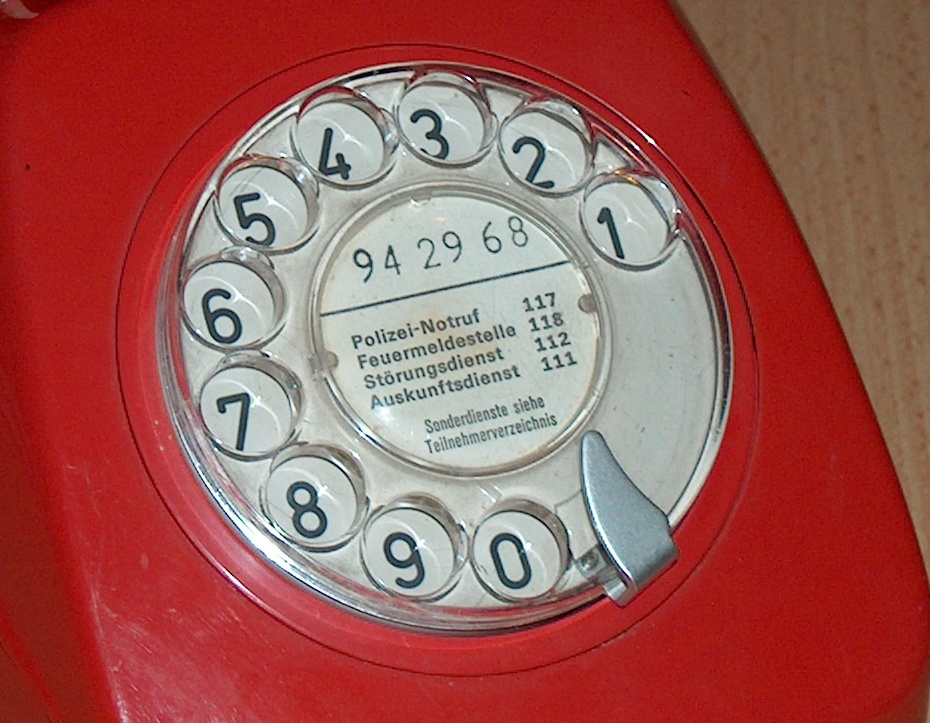
Wählscheibe eines Schweizer Telefons aus den 1970er Jahren mit sechsstelliger Teilnehmernummer und damals geltenden Kurznummern

In der Schweiz waren bzw. sind die folgenden Schreibweisen von Telefonnummern üblich:
| Schreibweise                          | Bemerkungen |
| ------------------------------------- | --- |
| 026 324 11 13                         | Inländische Darstellung (heute) |
| +41 26 324 11 13                      | Internationale Darstellung – heute übliche Darstellung; manchmal auch die eingeklammerte «(0)» geschrieben. |
| 0041 26 324 11 13                     | Internationale Darstellung – früher übliche Darstellung (Wählscheiben-Telefone). |
| 074 4 11 13 071 24 11 13 01 324 11 13 | Bis 2007: Anzahl der Ziffern abhängig vom Ortskennzeichen. So war 074 bis zu seiner Auflösung 1996 5-stellig (seither 071 99x xx xx); 071 war bis 1996 6-stellig, seither 7-stellig; 01 bis zur Auflösung 7-stellig (seither 044). |
| 4 11 13 24 11 13 324 11 13            | Bis 2002: Im lokalem Umfeld übliche Darstellung (z. B. in Inseraten in lokalen Zeitungen, Aufdruck auf Wählscheiben, …), 5–7 Ziffern je nach Ortskennzeichen                                                                       |

## Listen
(ersetze jeweils u, v, w, x, y, z durch Ziffern)

### Carrier Selection Codes
Ein fünfstelliger Code, der es ermöglicht, nationale und internationale Verbindungen manuell über das Netz eines bestimmten Anbieters laufen zu lassen (Call-by-Call). Die komplette Liste aller CSC gibt es beim BAKOM. Um den Carrier-Preselection-Provider (CPS) eines Festnetz-Anschlusses zu erfahren, ist von diesem aus die Nummer «0868 868 868» zu wählen.
Aktuelle und historische Beispiele für Carrier Selection Codes (CSC):
- 107xy/108xy Call-by-Call-Vorwahlen für Carrier-Selection (seit der Liberialisierung)
  - 10701 green.ch AG
  - 10707 Sunrise Communications AG
  - 10741 Swisscom
  - 10753 Tele2
  - 10767 diAx (von Sunrise übernommen)
  - 10781 Econophone
  - 10787 Solaris Systems B.V. St. Gallen[5]
  - 10840 Globalzone (eh. Marke des Anbieters Mobilezone)

### Kurznummern
- 111 (aufgehoben) Nationaler Auskunftsdienst (bis Ende 2006 für Swisscom in Betrieb). Seither nach dem Schema 18xy (mehrere Anbieter)
- 112 allg. Notruf (Alarmzentrale, nicht vorsortiert, s. 117, 118) (früher: Störungsdienst)
- 113 Kundendienst
- 114x manuelle Vermittlung (bis zum 30. September 2007 in Betrieb)
  - 1141 manuelle Vermittlung internationaler Verbindungen
  - 1144 manuelle Vermittlung von Mobiltelefondiensten
  - 1145 Verzeichnis und Vermittlungsdienst für Sehbehinderte und Personen mit eingeschränkter Mobilität
- 115x Internationaler Auskunftsdienst (bis Ende 2006 für Swisscom noch in Betrieb)
  - 1151 Internationaler Auskunftsdienst für Österreich
  - 1152 Internationaler Auskunftsdienst für Deutschland
  - 1153 Internationaler Auskunftsdienst für Frankreich
  - 1154 Internationaler Auskunftsdienst für Italien
  - 1159 Internationaler Auskunftsdienst für das übrige Ausland
- 117 Polizeinotruf (Alarmzentrale wie 112, vorsortiert für Polizei)
- 118 Feuerwehr (Alarmzentrale wie 112, vorsortiert für Feuerwehr)
- 120 Skipisten- und Loipenberichte
- 122–124 Kinoprogramme (neu: 0900 900 123)
- 129 Landesindex (LKI) (neu: 0900 55 66 55)
- 140 Pannenhilfe[6]
- 141x
  - 1414 REGA-Alarmnummer (Schweizerische Rettungsflugwacht)
  - 1415 AIR GLACIERS-Alarmnummer (Helikopterrettung im Kanton Wallis)
- 143 Die Dargebotene Hand (Seelsorgetelefon)
- 144 Sanitätsnotruf (in gewissen Regionen Alarmzentrale wie 112, vorsortiert für Sanität)
- 145 Toxikologisches Zentrum in Zürich (Giftnotruf; bisher 01 251 51 51) (früher Auskunft über geänderte Rufnummern)
- 147 Telefonhilfe für Kinder und Jugendliche
- 150 automatischer Weckdienst (bis 2001, seither: 0900 77 hh mm)
- 157uvwxyz Mehrwertdienstnummern (heute: 090x)
- 1600 Regio-Info
- 161 (aufgehoben), bis Ende 2022 Sprechende Uhr[7] (seither 0900 161 161)
- 162 Wetterprognosen Schweiz
- 163 Strassenzustand
- 164 Sportnews/Toto/Lotto
- 166 Bahnbetriebslage (SBB)
- 167–169 Nachrichten (heute: 0900 55 60 00)
- 171xy Interne Zwecke der Betriebsdienste der Fernmeldedienstanbieter
- 175 Telefon-Störungsservice (war bis zum 30. Juni 2008 in Betrieb)
- 176xy Interne Zwecke der Betriebsdienste der Fernmeldedienstanbieter
- 18xy Nationaler und internationaler Auskunftsdienst (seit 1. Januar 2007)[8]
- 187 Lawinenbulletin[9]

### Bisherige Vorwahlen und Ortsnetze bis 2002 bzw. 2007

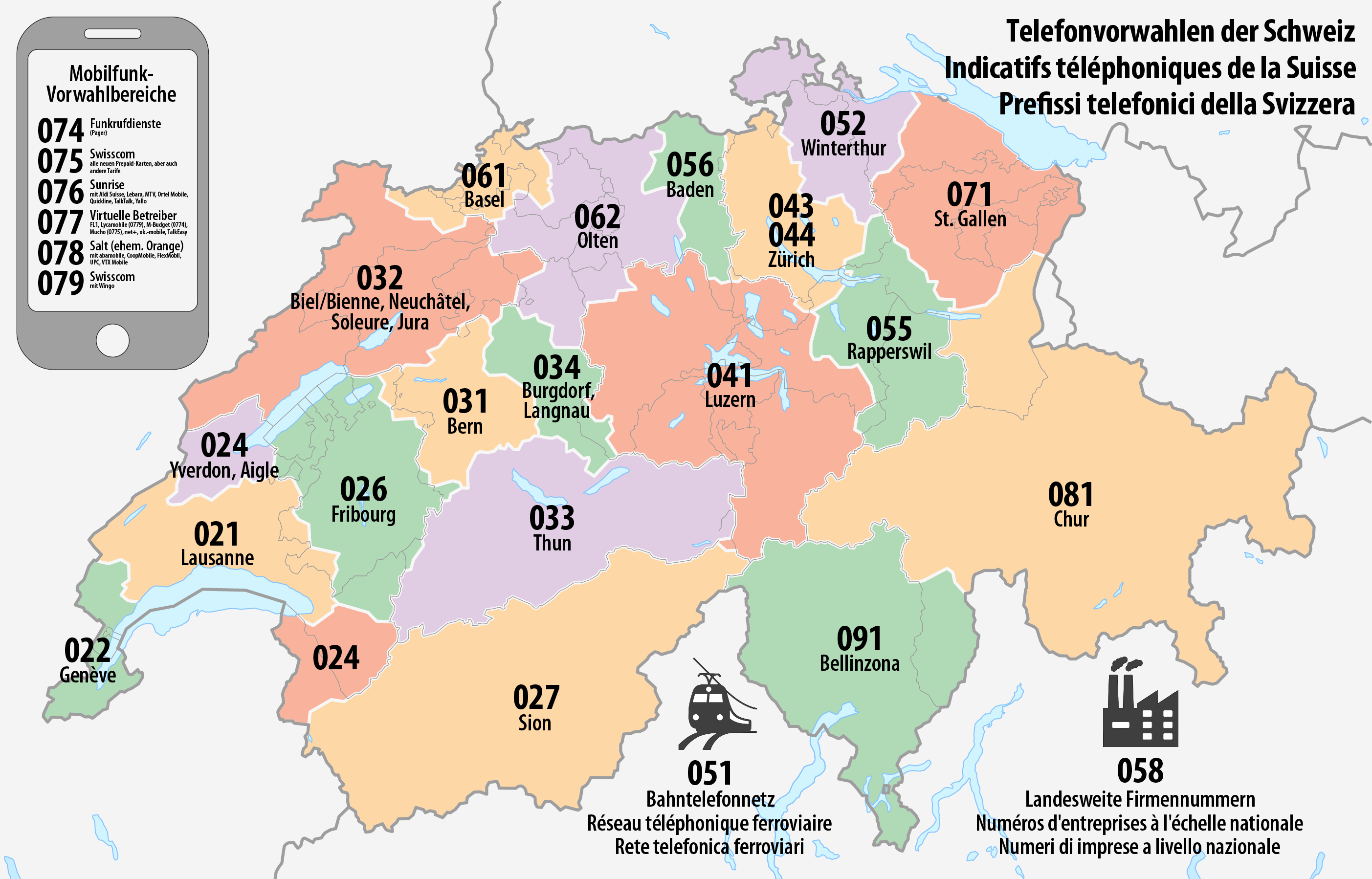
Telefonvorwahlen der Schweiz

Die Liste gibt die Regionen mit dem Stand von 2002 wieder, seither ist die (bisherige) Vorwahl Teil der Telefonnummer.
Die letzte grosse Veränderung war die Aufhebung der Vorwahl 01, die früher die 051 ersetzt hatte und eingeführt wurde, da damals alle Nummern maximal 8-stellig sein konnten. Grund für die Aufhebung von 01 war nun das umgekehrte: alle Telefonnummern in der Schweiz (ausser Kurzwahlnummern) mussten nun neunstellig sein.
- 01 Region Zürich (von 1971 bis 2007; ZH zuvor 051, danach 044/043)
- 020
- 021 Kanton Waadt Lausanne (ehem. ohne Chablais (025) und Yverdon (024) )
- 022 Region Genève
- 023 aufgehoben, früher Direktzugang zum angrenzenden Frankreich von 021 und 022
- 024 (vor 2. November 1996 Region Yverdon)
- 024 Südost. Kanton VD, Chablais (Aigle), im Wallis, bei der Grenze zu Kanton VD
- 025 aufgehoben und integriert in 024 seit 2. November 1996 Chablais (Kt. VD/VS)
- 026 aufgehoben und integriert in 027 seit 2. November 1996 Unterwallis (Martigny)
- 026 Region Freiburg seit 2. November 1996 (zuvor 037)
- 027 (vor 2. November 1996 nur Zentralwallis)
- 027 Wallis ohne Chablais/VS
- 028 aufgehoben und integriert in 027 seit 2. November 1996 Oberwallis
- 029 aufgehoben und integriert in 026 seit 2. November 1996 Greyerzerland/Pays d’Enhaut (Bulle/FR)
- 030 aufgehoben und integriert in 033 seit 9. November 1996 Simmental (Zweisimmen/BE)
- 031 Stadt Bern und Umgebung
- 032 (vor 9. November 1996 nur Region Biel & Berner Jura)
- 032 Region Biel-Solothurn-Neuenburg-Jura
- 033 (vor 9. November 1996 nur Region Thun)
- 033 Berner Oberland
- 034 (vor 9. November 1996 nur Emmental, Burgdorf)
- 034 Region Bern-Emme
- 035 aufgehoben und integriert in 034 seit 9. November 1996 Langnau im Emmental / BE
- 036 aufgehoben und integriert in 033 seit 9. November 1996 Berner Oberland (Interlaken, Haslital)
- 037 aufgehoben, neu 026 seit 2. November 1996 Region Freiburg
- 038 aufgehoben und integriert in 032 seit 9. November 1996 Region Neuenburg
- 039 aufgehoben und integriert in 032 seit 9. November 1996 Region La-Chaux-de-Fonds / Franches Montagnes
- 040 aufgehoben Einwegkommunikation per Funk – Telepage swiss
- 041 Zentralschweiz (vor 23. März 1996 nur Stadt Luzern und Umgebung)
- 042 aufgehoben und integriert in 041 seit 23. März 1996 Region Zug
- 043 aufgehoben und integriert in 041 seit 23. März 1996 Region Schwyz
- 043 Region Zürich – seit 2003
- 044 aufgehoben und integriert in 041 seit 23. März 1996 Urnerland (Altdorf)
- 044 Region Zürich – gültig seit 1. März 2004 (bisher Vorwahl 01)
- 045 aufgehoben und integriert in 041 seit 23. März 1996 Region Sursee
- 046 aufgehoben und ersetzt durch 080X/090X Gratis-/Firmennummern
- 047
- 048 aufgehoben – Firmennummern
- 049
- 050 aufgehoben (früher Region Zürich für NATEL A- und B-Nummern)
- 051 aufgehoben seit 17. Juli 1971 (früher Region Zürich, wurde ersetzt durch 01 mit 7-stelligen Nummern)
- 0512 Telefonnetz der Schweizerischen Bundesbahnen und übrigen Bahnen in der Schweiz (Bahntelefonnetz)
- 052 Region Winterthur-Schaffhausen inklusive Büsingen am Hochrhein (vor 23. März 1996 nur Region Winterthur)
- 053 aufgehoben und integriert in 052 seit 23. März 1996 Region Schaffhausen
- 054 aufgehoben und integriert in 052 seit 23. März 1996 Region Frauenfeld (Kt. Thurgau)
- 055 Region Rapperswil, Ausserschwyz (Einsiedeln, March, Höfe Kt. SZ) und Kt. Glarus
- 056 Region Baden/Aargau-Ost
- 057 aufgehoben und integriert in 056 seit 4. November 1995 Region Wohlen/Freiamt
- 058 aufgehoben und integriert in 055 seit 23. März 1996 Region Glarus
- 058 Corporate Access – Landesweite Firmennummer (seit 1. Juni 2000; wird auch für Kantonsverwaltungen und die Bundesverwaltung verwendet)
- 059 aufgehoben seit 1. Januar 2000 Direktvorwahl angrenzendes Süddeutschland
- 060
- 061 Region Basel
- 062 Region Olten-Langenthal(Oberaargau)-Aargau-West, Wiggertal Luzern
- 063 aufgehoben und integriert in 062 seit 4. November 1995 Region Langenthal (Oberaargau)
- 064 aufgehoben und integriert in 062 seit 4. November 1995 Region Aarau, Fricktal
- 065 aufgehoben und integriert in 032 seit 9. November 1996 Region Solothurn
- 066 aufgehoben und integriert in 032 seit 9. November 1996 Region Delémont (Kt. Jura)
- 067 aufgehoben Direktvorwahl Elsass/Südbaden aus angrenzenden Vorwahlgruppen
- 068 aufgehoben Direktvorwahl Elsass/Südbaden aus angrenzenden Vorwahlgruppen
- 069 aufgehoben Direktvorwahl Elsass/Südbaden aus angrenzenden Vorwahlgruppen
- 070 aufgehoben (früher Region St. Gallen für NATEL A- und B-Nummern)
- 071 Region Ostschweiz (vor 30. März 1996 nur Stadt St. Gallen und Umgebung)
- 072 aufgehoben und integriert in 071 seit 30. März 1996 Region Weinfelden (Kt. Thurgau)
- 073 aufgehoben und integriert in 071 seit 30. März 1996 Region Wil SG
- 074 aufgehoben und integriert in 071 seit 30. März 1996 Region Wattwil (Toggenburg)
- 074 Funkrufdienste (Pager), auch von Callcentern, evtl. missbräuchlich verwendet
- 075 früher bis 31. Dezember 1999 Fürstentum Liechtenstein (neu: Landeskennzahl +423 seit 1. April 1999).
- 076 Mobilfunknetz des Netzbetreibers diAx bzw. Sunrise (heute: Sunrise GmbH)
- 077 früher: Mobilfunknetz Natel-C (analog); heute: Mobilfunknetz (Virtuelle Betreiber)
- 078 Mobilfunknetz des Netzbetreibers Orange (heute: Salt Mobile)
- 079 Natel-D-Netz der PTT, später Mobilfunknetz des Netzbetreibers Swisscom
- 080
- 081 Region Chur, Ostschweiz und Kanton Graubünden
- 082 aufgehoben und integriert in 081 seit 16. April 1996 Oberengadin, Puschlav, Bergell
- 083 aufgehoben und integriert in 081 seit 1. Mai 1990 Region Davos/GR
- 084 aufgehoben und integriert in 081 seit 1. Mai 1992 Unterengadin
- 084x um eine Ziffer erweitert für Mehrwertdienstenummern eingesetzt (0840/0842/0844/0848)
- 085 aufgehoben und integriert in 081 seit 22. Februar 1992 Region Sarganserland
- 086 aufgehoben und integriert in 081 seit 22. Februar 1992 Region Bündner Oberland
- 0860 Zugang zu netzinternem Telefonbeantworter
- 088
- 089 aufgehoben Vorwahl des Natel-D-Netzes, jetzt 079
- 090
- 091 Tessin, Misox und Calancatal (GR) (ehem. nur Sottoceneri, Lugano)
- 092 aufgehoben und integriert in 091 seit 4. November 1995 Region Riviera, Misox (GR) (Bellinzona)
- 093 aufgehoben und integriert in 091 seit 4. November 1995 Valle Maggia, Lago Maggiore (Locarno)
- 094 aufgehoben und integriert in 091 seit 4. November 1995 Leventina, Val Bedretto (Faido)
- 095 aufgehoben Direktvorwahl Norditalien aus angrenzenden Vorwahlgruppen
- 096
- 097
- 098 Zugangskennzahl für Verbindungssteuerungsadressen (s. u.)
- 099 ist und wird nicht zugeteilt 099

### Mobilfunknetze
- 074 Funkrufdienste (Pager) (auch von Callcentern, evtl. missbräuchlich verwendet)
- 075 zusätzliches Mobilfunknetz des Netzbetreibers Swisscom (seit 2013[10])
- 076 Mobilfunknetz des Netzbetreibers Sunrise Communications sowie der Provider ALDI SUISSE Mobile, ERA, Lebara Mobile, Ortel Mobile, Quickline, TalkEasy, TalkTalk und yallo
- 077 virtuelle Mobilfunknetzbetreiber: CoopMobile, Lycamobile (0779), M-Budget Mobile (0774), Mucho (0775[11]), ok.- Mobile[12], Wingo (0775); ehemaliges Mobilfunknetz C
- 078 Mobilfunknetz des Netzbetreibers Salt Mobile (ehemals Orange Communications SA) sowie bis 2018[13] der Provider CoopMobile und UPC
- 079 Mobilfunknetz des Netzbetreibers Swisscom

Zu erwähnen ist, dass mittlerweile ohne Probleme die ganze Mobilfunk-Nummer (inkl. Vorwahl) von einem Provider zum anderen «mitgenommen», d. h. portiert werden kann. So kann anhand der Vorwahl der Provider nicht mehr bestimmt werden.
- 098 Zugangskennzahl für Verbindungssteuerungsadressen, gefolgt von 3 Ziffern für den Fernmeldedienstanbieter
  - 0980 für Leitweglenkung von Verbindungen zu portierten Nummern, einzeln zugeteilten Nummern oder Kurznummern für Auskunftsdienste zu den Teilnehmerverzeichnissen
  - 0981 für Leitweglenkung von Verbindungen zu portierten Nummern, einzeln zugeteilten Nummern oder Kurznummern für Auskunftsdienste zu den Teilnehmerverzeichnissen
  - 0982 Reserve
  - 0983 Reserve
  - 0984 Reserve
  - 0985 Reserve
  - 0986 Reserve
  - 0987 Reserve
  - 0988 ETNS Routing Numbers
  - 0989 Leitweglenkungsnummer für 1xx-Kurznummern

### Freecall und Mehrwertdienstnummern
- 0800 & +800 Freecall Nummer (Der Anruf ist gratis – der Inhaber der Gratisnummer übernimmt diese Kosten)
- 084x Gebührenteilungsnummern, Servicenummern: einheitlicher Tarif, unabhängig vom Ort innerhalb der Schweiz (max. 8.07 Rp./min. für den Anrufer – Die Differenz zu den effektiven Gebühren sowie allfällige Zuschläge trägt der Nummerninhaber)
  - 0840 Einwahlnummern für Internetanbieter
  - 0842 Für national tätige Unternehmen als einheitliche Service- und Kundendienstnummer
  - 0844 Für national tätige Unternehmen als einheitliche Service- und Kundendienstnummer
  - 0848 Für national tätige Unternehmen als einheitliche Service- und Kundendienstnummer
- 0860 Direktwahl zu den Comboxen von Mobiltelefonen. Bsp. 086 07x xxx yy zz
- 0860 Direktwahl zu den Comboxen von Fixnetanschlüssen. Bsp. 086 044 xxx yy zz
- 0868 868 868 CPS vom jeweiligen Anbieter als automatische Ansage. Bsp. «Welcome to Swisscom-Network» oder «Willkommen bei Sunrise».
- 0869 Zugangsnummern für VPN (virtuelles Privatnetz)
- 087x Gebührenteilungsnummern: einheitlicher Tarif, unabhängig vom Ort innerhalb der Schweiz
- 0878 Persönliche Rufnummern: einheitlicher Tarif, unabhängig vom Ort innerhalb der Schweiz
- 090x Mehrwertdienstnummern.[14]

Die Verbindungen können unterschiedlich abgerechnet werden:
– Grundgebühr, die gleich nach dem Verbindungsaufbau belastet wird, kombiniert mit einem Tarif für jede weitere Minute
– Pauschalgebühr
– Minutentarif
Die Tarife können sich während des Gesprächs ändern. Es gelten aber Preisobergrenzen pro Verbindung:
– 100 Fr. für Grundgebühren
– 10 Fr. pro Minute
– 400 Fr. Gesamtkosten pro Verbindung
Diese Preise gelten für Anrufe vom Festnetztelefon. Bei Anrufen von einem Mobiltelefon kann eine Zusatzgebühr verlangt werden.
- 0900 Business und Marketing (z. B.: Helpdesk, Auskunftsdienste, Verkauf und Reservation von Billetten, Verkauf von anderen Dienstleistungen oder Produkten sowie Servicenummern wie Ärzte-Notfalldienste)
  - 0900 55 60 00 Nachrichten
  - 0900 55 66 55 Landesindex (LIK)
  - 0900 77 hh mm automatischer Weckdienst (bisher 150)
  - 0900 900 123 Kinoprogramme
  - 0901 Unterhaltung (z. B.: Horoskop, Diskussionsforen, Spiele, Telefonwettbewerbe, Lotterie, Umfragen usw.)
  - 0906 Erwachsenenunterhaltung (z. B.: Erotik) Achtung: Am Anfang der Verbindung muss der Preis/Minute bekannt gegeben werden und der Zugang für unter 16-Jährige zu pornografischem Inhalt darf nicht gegeben werden.